# ロマーノ・カナヴェーゼ
ロマーノ・カナヴェーゼ（伊: Romano Canavese）は、イタリア共和国ピエモンテ州トリノ県にある、人口約2,700人の基礎自治体（コムーネ）。

## 地理

### 位置・広がり

#### 隣接コムーネ
隣接するコムーネは以下の通り。
- イヴレーア
- メルチェナスコ
- パヴォーネ・カナヴェーゼ
- ペローザ・カナヴェーゼ
- スカルマーニョ
- ストランビーノ